# アビイ・ロード (ジョージ・ベンソンのアルバム)
『アビイ・ロード』（原題：The Other Side of Abbey Road）は、アメリカ合衆国のジャズ・ギタリスト、ジョージ・ベンソンが1969年に録音・1970年に発表したスタジオ・アルバム。

## 解説
全曲ともビートルズのアルバム『アビイ・ロード』（1969年）収録曲のカヴァーで、同作のアメリカ盤の発売から3週間後にレコーディングが開始され、ジャケットもビートルズ盤のパロディとなっている。ベンソン自身がボーカルも兼任したが、「ビコーズ」と「カム・トゥゲザー」のメドレーは、全編ともインストゥルメンタルとなっている。
リチャード・S・ギネルはオールミュージックにおいて5点満点中4.5点を付け「ベンソン自身の多芸ぶりと、ビートルズの曲の完成度により、ベンソンの他のプロジェクトよりも堅実なレコードとなった」と評している。なお、ベンソン自身は2023年のインタビューで、本作に関して「ジャズ界では嫌われた。でも、ポール・マッカートニーは『君は私達の音楽を元に、良い作品を作ってくれた』という言葉をかけてくれた。素晴らしい報酬だよ」と振り返っている。

## 収録曲
「ヒア・カムズ・ザ・サン」「サムシング」はジョージ・ハリスン作、「オクトパス・ガーデン」はリチャード・スターキー作、その他の曲はレノン＝マッカートニー作。
1. ゴールデン・スランバーズ/ユー・ネヴァー・ギヴ・ミー・ユア・マネー - "Golden Slumbers / You Never Give Me Your Money" - 4:47
2. ビコーズ/カム・トゥゲザー - "Because / Come Together" - 7:25
3. オー!ダーリン - "Oh! Darling" - 4:01
4. ヒア・カムズ・ザ・サン/アイ・ウォント・ユー - "Here Comes the Sun / I Want You (She's So Heavy)" - 9:00
5. サムシング/オクトパス・ガーデン/ジ・エンド - "Something / Octopus's Garden / The End" - 6:22

## 参加ミュージシャン
- ジョージ・ベンソン - ギター、ボーカル
- ボブ・ジェームス - ピアノ、オルガン、ハープシコード
- ハービー・ハンコック - ピアノ、オルガン、ハープシコード
- アーニー・ヘイズ - ピアノ、オルガン、ハープシコード
- ロン・カーター - ベース
- ジェリー・ジェモット - ベース
- アイドリス・ムハンマド - ドラムス
- エド・ショーネシー - ドラムス
- レイ・バレット - パーカッション
- アンディ・ゴンザレス - パーカッション
- ウェイン・アンドレ - トロンボーン、ユーフォニアム
- ソニー・フォーチュン - アルト・サクソフォーン
- ジェローム・リチャードソン - テナー・サクソフォーン、クラリネット、フルート
- ドン・アシュワース - バリトン・サクソフォーン、バスクラリネット
- フレディ・ハバード - トランペット
- メル・デイヴィス - トランペット、フリューゲルホルン
- バーニー・グロウ - トランペット、フリューゲルホルン
- マーヴィン・スタム - トランペット、フリューゲルホルン
- ヒューバート・ロウズ - フルート
- フィル・ボドナー - アルトオーボエ
- ラウル・ポリアキン、マックス・ポリコフ - ヴァイオリン
- エマニュエル・ヴァーディ - ヴィオラ
- ジョージ・リッチ - チェロ
- ドン・セベスキー（英語版） - アレンジ